# TV by the Numbers
TV by the Numbers (с англ. — «Телевидение в цифрах») — американский сайт, посвященный анализу и публикации телевизионных рейтингов США, основанный в 2007 году статистическими аналитиками Биллом Горманом и Робертом Сейдманом.
TV by the Numbers считается одним из авторитетных источников по теме телеизмерений и часто упоминается как таковой в новостях CNN, The Associated Press, National Public Radio и Chicago Tribune.